# Bomarea engleriana
Bomarea engleriana är en alströmeriaväxtart som beskrevs av Friedrich Fritz Wilhelm Ludwig Kraenzlin. Bomarea engleriana ingår i släktet Bomarea och familjen alströmeriaväxter. Inga underarter finns listade i Catalogue of Life.